# International Vale Tudo Championship
International Vale Tudo Championship, abreviado IVC, fue una organización de vale tudo fundada y presidida por Sérgio Batarelli. Aunque la organización era oficialmente de vale tudo es también considerada como una organización de artes marciales mixtas.

## Historia
En el año 1996, antes de crear el International Vale Tudo Championship, Sérgio Batarelli era el socio de Frederico Lapenda y juntos dirigían la organización World Vale Tudo Championship pero debido a problemas personales entre ambos Batarelli abandonó el proyecto y en julio de 1997 fundó el International Vale Tudo Championship en la ciudad de São Paulo. La organización era presidida por el propio Batarelli con una directiva compuesta por miembros con experiencia en diversas áreas relacionadas con la organización como Stephan Cabrera (WKN), Miguel Iturate (Hook & Shoot), Koichi Kawasaki (PRIDE Fighting Championships) y Stephen Quadros (Black Belt Magazine).
El primer evento se llevó a cabo el 6 de julio de 1997, tenía como objetivo reunir a los mejores luchadores de diferentes estilos de artes marciales y lucha libre ya que Batarelli pretendía inspirar el IVC en lo que fueron los primeros torneos de UFC, en el evento participaron Gary Goodridge que ganó el torneo tras derrotar a sus tres rivales y Dan Severn que derrotó a Ebenezer Fontes Braga en un combate que no formaba parte del torneo.

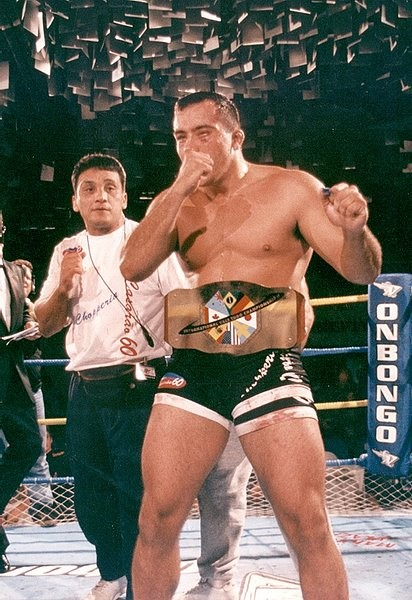
Artur Mariano: campeón del segundo torneo del IVC (15/09/1997).

El IVC se fue haciendo cada vez más popular en los años finales de la década de los noventa cuando por aquel entonces futuros campeones y futuros luchadores notables de artes marciales mixtas comenzaban sus carreras profesionales como Wanderlei Silva, José Landi-Jons, Renato Sobral, Chuck Liddell o Evangelista Santos además de contar con luchadores notables en aquella época como Mike Van Arsdale, Gary Goodridge, Johil de Oliveira, Wallid Ismail, Artur Mariano, Dan Severn, Ebenezer Fontes Braga, Pedro Otavio o Carlos Barreto.
A finales de 2001, después de haber organizado y realizado 14 eventos por Brasil y uno en Venezuela, las autoridades de la ciudad de São Paulo donde tenía su sede la organización prohibieron la organización de eventos de vale tudo impidiendo que el IVC y la organización por aquel entonces rival, el World Vale Tudo Championship, pudiesen continuar con su actividad en Brasil. Tratando de buscar nuevos mercados se llegaron a organizar dos nuevos eventos, uno en Belgrado en la antigua Yugoslavia y otro en Castro Marim en Portugal pero debido al escaso éxito de ambos eventos Batarelli y sus socios se vieron obligados a cesar de forma definitiva toda actividad de la organización en el año 2003.
En enero de 2011, durante una entrevista, Batarelli anunció que el IVC regresaría a mediados de 2012 con un nuevo conjunto de reglas (sobre la base de las reglas de las artes marciales mixtas actuales) y actuando como una organización filial de formación de nuevos talentos para el UFC pero finalmente el proyecto del nuevo IVC no llegó a consumarse.

## Reglas

### Principales
- Cada evento normalmente constaba de un torneo donde participaban cuatro u ocho hombres.
- En determinados eventos hubo combates que enfrentaban a luchadores en diferentes categorías de peso proclamando un campeón para cada categoría.
- Los combates se celebraban en un ring.
- La duración máxima de cada combate era de 30 minutos en un único asalto.

### Métodos de victoria
- Noquear al adversario.
- Conseguir la rendición del adversario.
- TKO (Interrupción de un juez, de un médico o de la esquina).
- Descalificación del adversario a causa del incumplimiento reiterado de las reglas.
- En caso de llegar a los 30 minutos sin ningún vencedor se declaraba un empate.[6]

### Prohibiciones
A pesar de que los eventos se anunciaban como combates sin ningún tipo de regla había varias acciones que no estaban permitidas y que finalmente tuvieron que ser reguladas y prohibidas en la organización de forma oficial tales como:
- Morder.
- Meter los dedos en los ojos de forma intencionada.
- Introducir los dedos dentro de la boca del adversario.
- Golpear en los genitales.
- Agarrar las cuerdas del ring.
- Patear la cabeza del adversario en caso de llevar puestas algún tipo de zapatillas o botas deportivas.
- Introducir los pies o agarrar con las manos el calzón del adversario (a partir del evento IVC 2).[6]

## Eventos

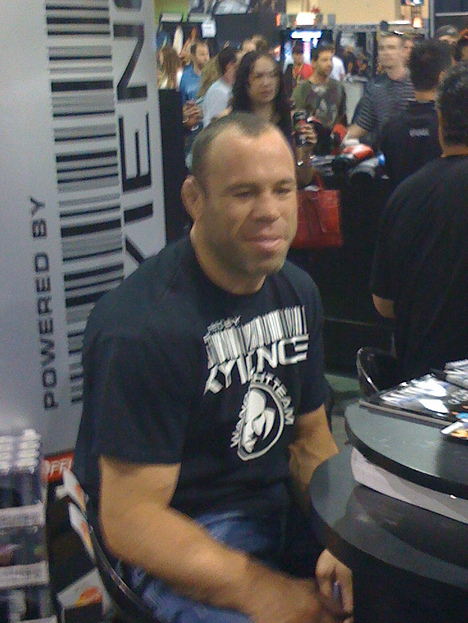
Wanderlei Silva: campeón de peso mediopesado del IVC y una de las grandes estrellas de la organización.

| Evento                                       | Fecha                    |
| -------------------------------------------- | ------------------------ |
| IVC 1 - Real Fight Tournament                | 6 de julio de 1997       |
| IVC 2 - A Question of Pride                  | 15 de septiembre de 1997 |
| IVC 3 - The War Continues                    | 10 de diciembre de 1997  |
| IVC 4 - The Battle                           | 7 de febrero de 1998     |
| IVC 5 - The Warriors                         | 26 de abril de 1998      |
| IVC 6 - The Challenge                        | 23 de agosto de 1998     |
| IVC 7 - The New Champions                    | 23 de agosto de 1998     |
| IVC 8 - The Road Back to the Top             | 20 de enero de 1999      |
| IVC 9 - The Revenge                          | 20 de enero de 1999      |
| IVC 10 - World Class Champions               | 27 de abril de 1999      |
| IVC 11 - The Tournament is Back              | 27 de abril de 1999      |
| IVC 12 - The New Generation of Middleweights | 26 de agosto de 1999     |
| IVC 13 - The New Generation of Lightweights  | 26 de agosto de 1999     |
| IVC 14 - USA vs. Brazil o IVC 14 - Venezuela | 11 de noviembre de 2001  |
| IVC - Rumble in Yougoslavia                  | 1 de diciembre de 2002   |
| IVC - Starwars 1                             | 22 de marzo de 2003      |

## Campeones

### Campeones por categorías de peso
| Categoría        | Peso                      | Campeón         | Fecha      |
| ---------------- | ------------------------- | --------------- | ---------- |
| Peso pesado      | superior a 91 kg (201 lb) | Carlos Barreto  | 20.01.1999 |
| Peso mediopesado | hasta 91 kg (200 lb)      | Wanderlei Silva | 27.04.1999 |
| Peso mediano     | hasta 82 kg (182 lb)      | José Landi-Jons | 27.04.1999 |
| Peso ligero      | hasta 77 kg (168 lb)      | Rafael Cordeiro | 20.01.1999 |

### Campeones de los torneos
| Evento | Fecha      | Categoría de peso          | Campeón           | Finalista              |
| ------ | ---------- | -------------------------- | ----------------- | ---------------------- |
| IVC 1  | 06.06.1997 | Libre                      | Gary Goodridge    | Pedro Otavio           |
| IVC 2  | 15.09.1997 | Libre                      | Artur Mariano     | Wanderlei Silva        |
| IVC 3  | 10.12.1997 | Libre                      | Pedro Otavio      | Jorge Magalhaes        |
| IVC 4  | 07.02.1998 | Libre                      | Mike Van Arsdale  | Dario Amorim           |
| IVC 5  | 26.04.1998 | Libre                      | José Landi-Jons   | Milton Bahia           |
| IVC 7  | 23.08.1998 | Libre                      | Sergio Melo       | Johnny Eduardo         |
| IVC 11 | 27.04.1999 | Libre                      | Flavio Luiz Moura | Nilson de Castro       |
| IVC 12 | 26.08.1999 | Peso mediano (hasta 82 kg) | Ismael Souza      | Eloy "pitbull" Sánchez |
| IVC 13 | 26.08.1999 | Peso ligero (hasta 77 kg)  | Alexandre Barros  | Luiz Claudio das Dores |
| IVC 14 | 11.11.2001 | Libre                      | Alex Stiebling    | Angelo Araujo          |